# Guardians of Middle-earth
Guardians of Middle-earth is een computerspel gebaseerd op In de Ban van de Ring van J.R.R. Tolkien ontwikkeld door Monolith Productions en uitgegeven door Warner Bros. Interactive Entertainment. Het spel is uitgegeven op 4 december 2012 voor op de PlayStation 3 en Xbox 360. Op 29 augustus 2013 werd het spel uitgegeven voor op Microsoft Windows.

## Gameplay
Guardians of Middle-earth is een typische MOBA. De speler moet een aantal torens vernietigen om paden vrij te maken richting de vijandelijke basis. Er zijn twee teams van elk vijf spelers. Deze spelers kunnen kiezen uit 36 verschillende personages uit het In de Ban van de Ring-universum, zoals Radagast, Gandalf, Bilbo Balings, Sauron, Thorin Eikenschild, Éowyn, Gollum, Haldir, Legolas en Galadriel. Een aantal van de andere personages zijn speciaal verzonnen voor dit spel. Het spel wordt gewonnen wanneer de vijandelijke basis wordt vernietigd of de tijd verstreken is.
The Fellowship of the Ring · The Two Towers · The Return of the King · The Third Age · War of the Ring · The Battle for Middle-earth · The Battle for Middle-earth II ·  The Battle for Middle-earth II: The Rise of the Witch-king · The Lord of the Rings Online · Conquest · Aragorn's Quest · War in the North · Guardians of Middle-earth · LEGO The Lord of the Rings · LEGO The Hobbit